# Thomas Gottschalk
Pour les articles homonymes, voir Gottschalk.
Thomas Gottschalk est un présentateur de télévision allemand, né le 18 mai 1950 à Bamberg en Bavière.

## Parcours
Gottschalk, dont le père est avocat, entre au Humanistisches Gymnasium de Kulmbach et y étudie l'histoire et la philosophie allemande.
Il réussit ensuite les examens pour devenir enseignant, mais change de voie professionnelle et se tourne vers les médias.
Dès 1971, il commence à travailler pour la radio bavaroise, la Bayerischer Rundfunk.
En 1976, il travaille brièvement pour le journal Münchner Merkur mais revient rapidement à la radio.
Il commence sa carrière à la télévision en 1977, en présentant l'émission Telespiele.
Dans les années 1990 Gottschalk s'établit comme figure emblématique du paysage médiatique allemand, notamment en tant que présentateur de l’émission Wetten, dass..? depuis 1987 — excepté de septembre 1992 à novembre 1993 —, une émission qui connaît un grand succès en Allemagne, en Suisse, en Autriche, en province autonome de Bolzano et en Alsace surtout dans le Bas-Rhin.
Lors des diffusions sur la deuxième chaîne allemande ZDF, il y reçoit en maître de cérémonie des stars internationales pour présenter leur actualité. Toutefois, le concept premier reste fondé sur les défis que réalisent, en direct, des anonymes dans différents pays germanophones.
Depuis le début de sa carrière il est également apparu dans de nombreux films.

## Filmographie
- 1979 : Summer Night Fever
- 1982 : Piratensender Powerplay
- 1983 : Monaco Franze
- 1983 : Die Supernasen
- 1983 : Bolero
- 1984 : Heut' abend
- 1984 : Zwei Nasen tanken Super
- 1984 : Mama Mia – Nur keine Panik
- 1985 : Big Mäc
- 1985 : Die Einsteiger
- 1986 : Miko – aus der Gosse zu den Sternen
- 1987 : Zärtliche Chaoten
- 1988 : Zärtliche Chaoten II
- 1990 : Highway Chaoten
- 1990 : Eine Frau namens Harry
- 1991 : Trabbi goes to Hollywood
- 1992 : Der Ring der Musketiere (Ring of the Musketeers)
- 1993 : Sister Act, acte 2 : Père Wolfgang
- 1998 : Frühstück mit Einstein
- 1999 : Late Show
- 2008 : 1 1/2 Ritter – Auf der Suche nach der hinreißenden Herzelinde
- 2009 : Le Tourbillon de l’amour
- 2011 : Zookeeper : Jürgen Mavroc

### Doublage
- 1989 : Kuck’ mal wer da spricht! (Doublage)
- 1990 : Kuck’ mal wer da spricht 2 (Doublage)
- 2004 : Garfield – Der Film (Doublage de Garfield)